# Howard Kendall
Howard Kendall   (Ryton, 22 de maig de 1946 - Southport, 17 d'octubre de 2015) va ser un jugador i entrenador de futbol anglès. Com a entrenador va triomfar, sobretot, a l'Everton FC.